# Chiesa di San Martino (Siena)
La chiesa di San Martino è un luogo di culto cattolico che si trova in via del Porrione a Siena. La chiesa era in epoca altomedievale la più importante della zona, tanto da dare il nome al Terzo di San Martino.

## Storia
Attestata già nell'VIII secolo e poi, con regolarità, dalla metà del XII secolo, fu rinnovata e ampliata nel 1537 su disegno di Giovan Battista Pelori. La facciata fu eseguita dal 1613 e il campanile fu terminato nel 1738.

## Descrizione

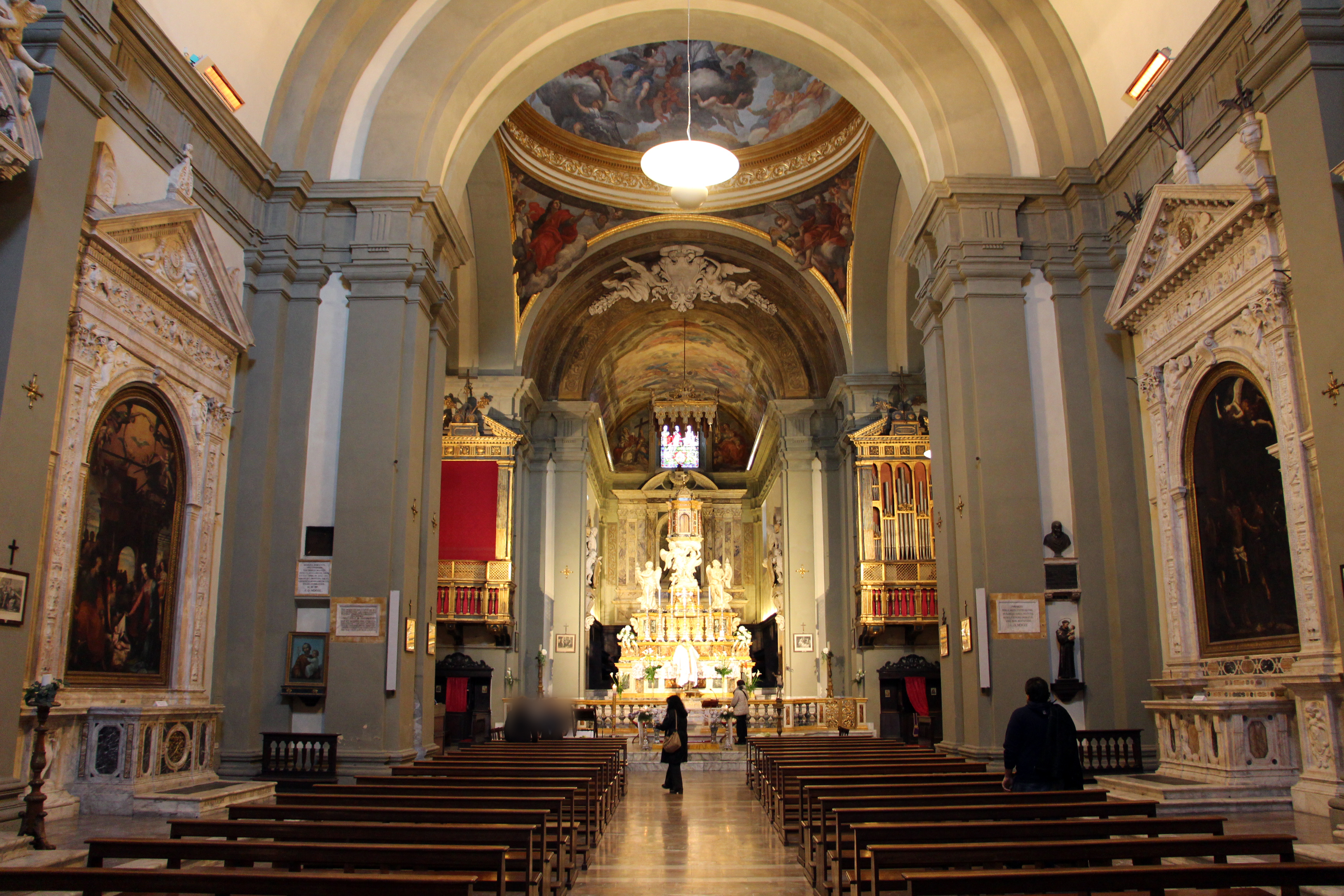
Interno

La facciata ha le forme del manierismo romano ed è opera di Giovanni Fontana.
L'interno rinascimentale è a croce latina con navata unica, transetto poco sporegente, profondo presbiterio e una cupola con affreschi di Annibale Mazzuoli.
In controfacciata sono conservati il dipinto con l'Immacolata Concezione protegge Siena durante la battaglia di Camollia di Giovanni di Lorenzo, voluto dalla Repubblica senese nel 1528 e firmato dal pittore, e quello con i Quaranta martiri di Ilario Casolani della prima metà del XVII secolo.
Nei tre altari della navata sinistra sono esposti, a partire da quello più vicino alla controfacciata, una tela di Raffaello Vanni con Estasi di sant'Ivone (1664), una Crocifissione con Giovanni Evangelista e la Madonna in legno policromo di ignoto artista del Quattrocento (la colorazione è frutto di restauri successivi) e una tela di Domenico Beccafumi raffigurante la Natività di Gesù (1524 circa, incorniciato da un'opera marmorea della bottega del Marrina),
Nella navata destra troviamo, nel primo altare, una tela di Crescenzio Gambarelli con la Gloria di Dio e Santi (prima metà del XVII secolo) e un piccolo dipinto di Naddo Ceccarelli con la Madonna col Bambino (seconda metà del Trecento). Al secondo altare è esposta una tela di Guido Reni con la Circoncisione di Gesù Cristo (1636) e al terzo altare troviamo una prestigiosa tela del Guercino, che risulta annerita da un incendio e ritoccata, con il Martirio di san Bartolomeo (1637), inserito in una ricca cornice marmorea della bottega del Marrina, analoga a quella corrispondente della parete sinistra.
La sistemazione tardo seicentesca del transetto e del presbiterio è frutto del mecenatismo della casata dei de' Vecchi, che impiegarono per realizzare il loro progetto la famiglia di scultori e scalpellini senesi dei Mazzuoli. Nel transetto destro si segnala la statua di San Tommaso da Villanova di Giuseppe Mazzuoli, che realizzò anche, assieme al fratello Giovanni Antonio, la Madonna col Bambino del transetto sinistro. Sull'altare maggiore i due artisti realizzarono anche quattro statue di angeli e il ciborio, mentre sulla parete destra dell'abside sono visibili le memorie sepolcrali di Camillo e Virgilio de Vecchi, di Bartolomeo Mazzuoli. Ai lati dell'arco absidale, vi sono due cantorie ciascuna con cassa d'organo; quella di sinistra ospita uno strumento costruito da Cesare Romani tra la fine del XVI e l'inizio del XVII secolo, mentre quella di destra è vuota.
Nell'abside la vetrata molto rimaneggiata con San Martino è forse su disegno di Pastorino de' Pastorini. A sinistra dell'abside, nella cappella ogivale collocata sotto il campanile, si trovano resti di affreschi trecenteschi con storie di santi ritenute del beato Pippo Ancarani e con una Crocifissione, riferibili a un seguace di Pietro Lorenzetti o di Niccolò di Segna.

## Opere già in San Martino
- Jacopo della Quercia, Madonna col Bambino, oggi nel Museo dell'Opera del Duomo di Siena

## Galleria d'immagini

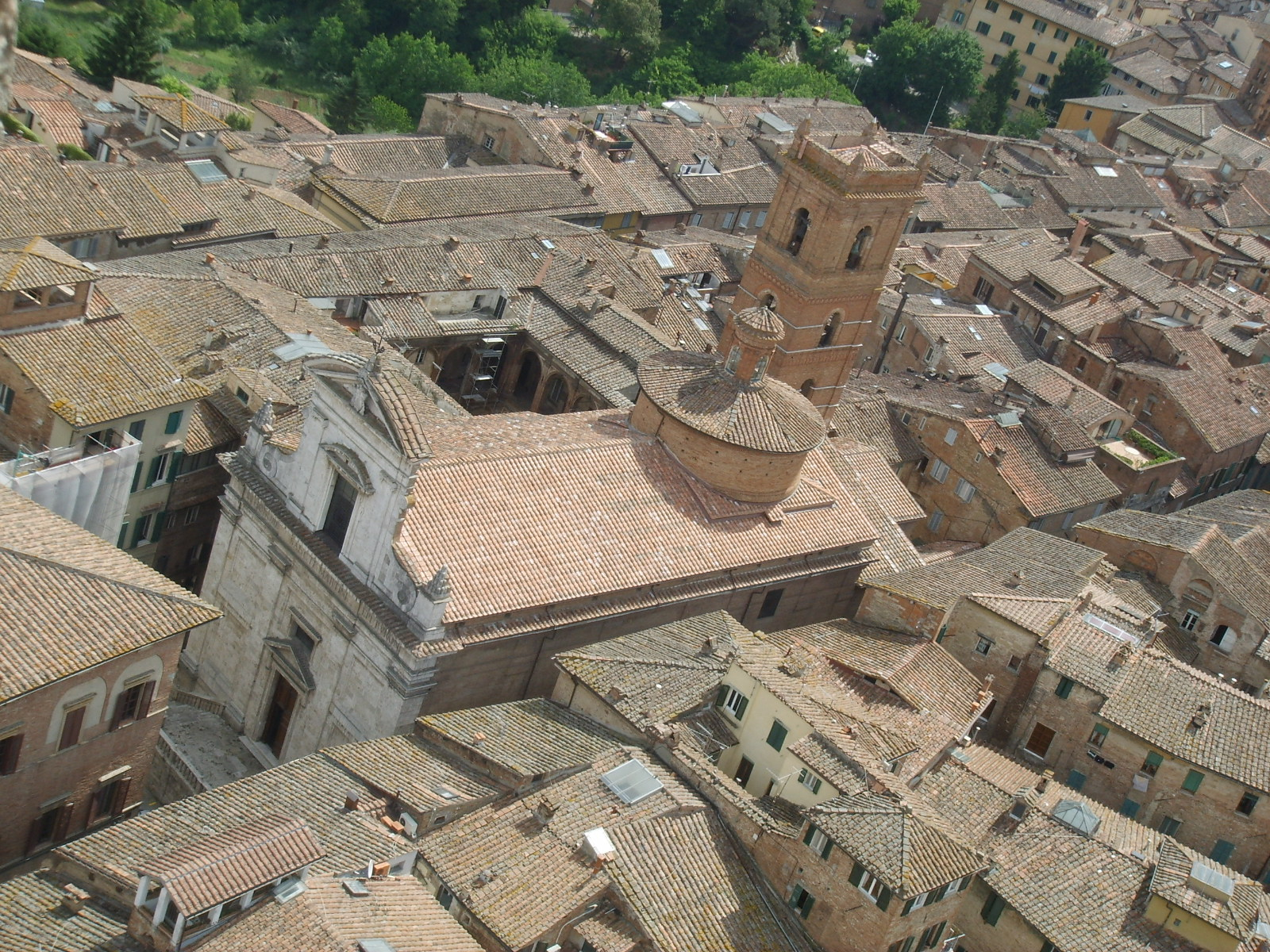
Veduta dalla Torre del Mangia
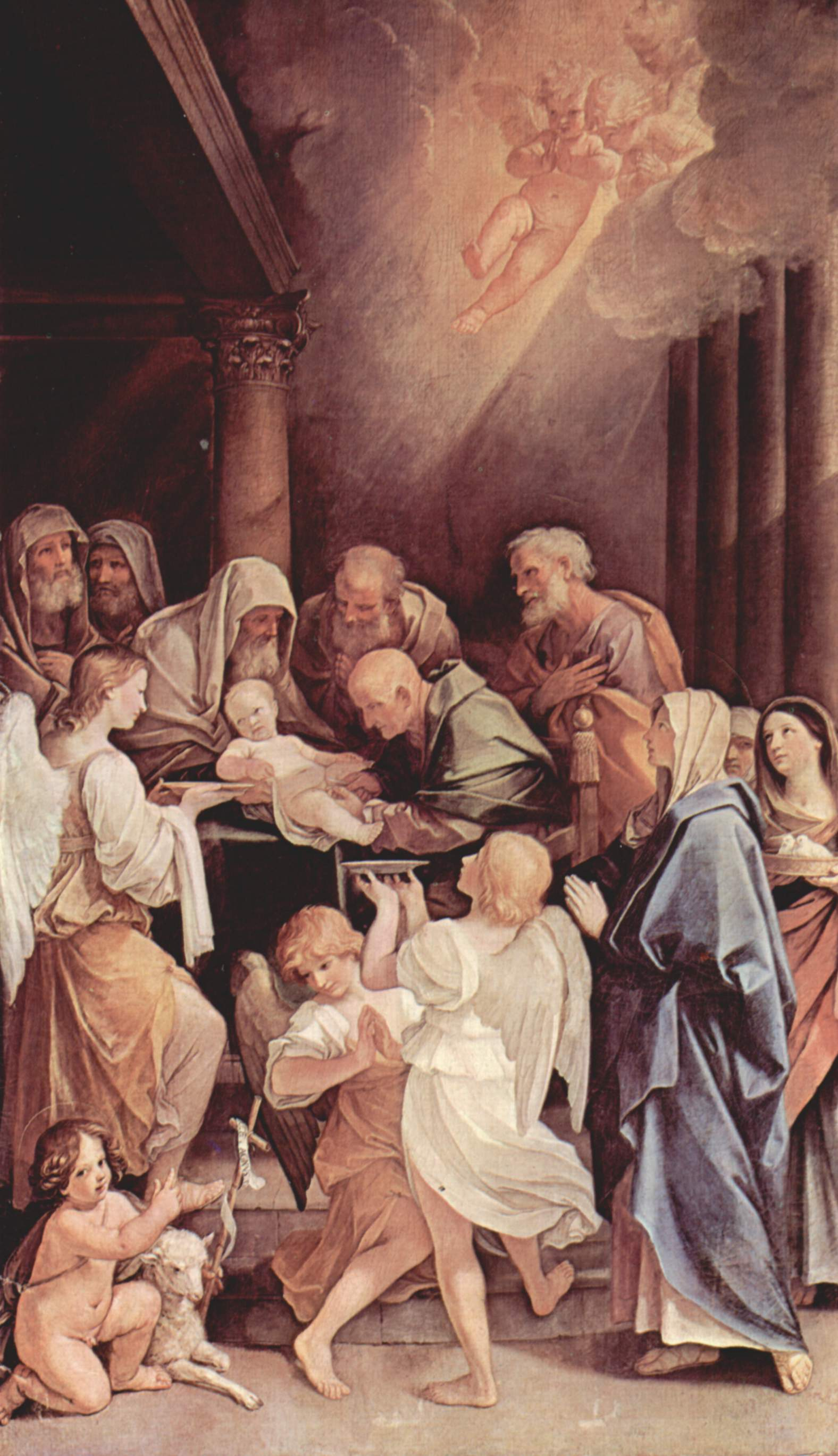
Circoncisione di Gesù di Guido Reni
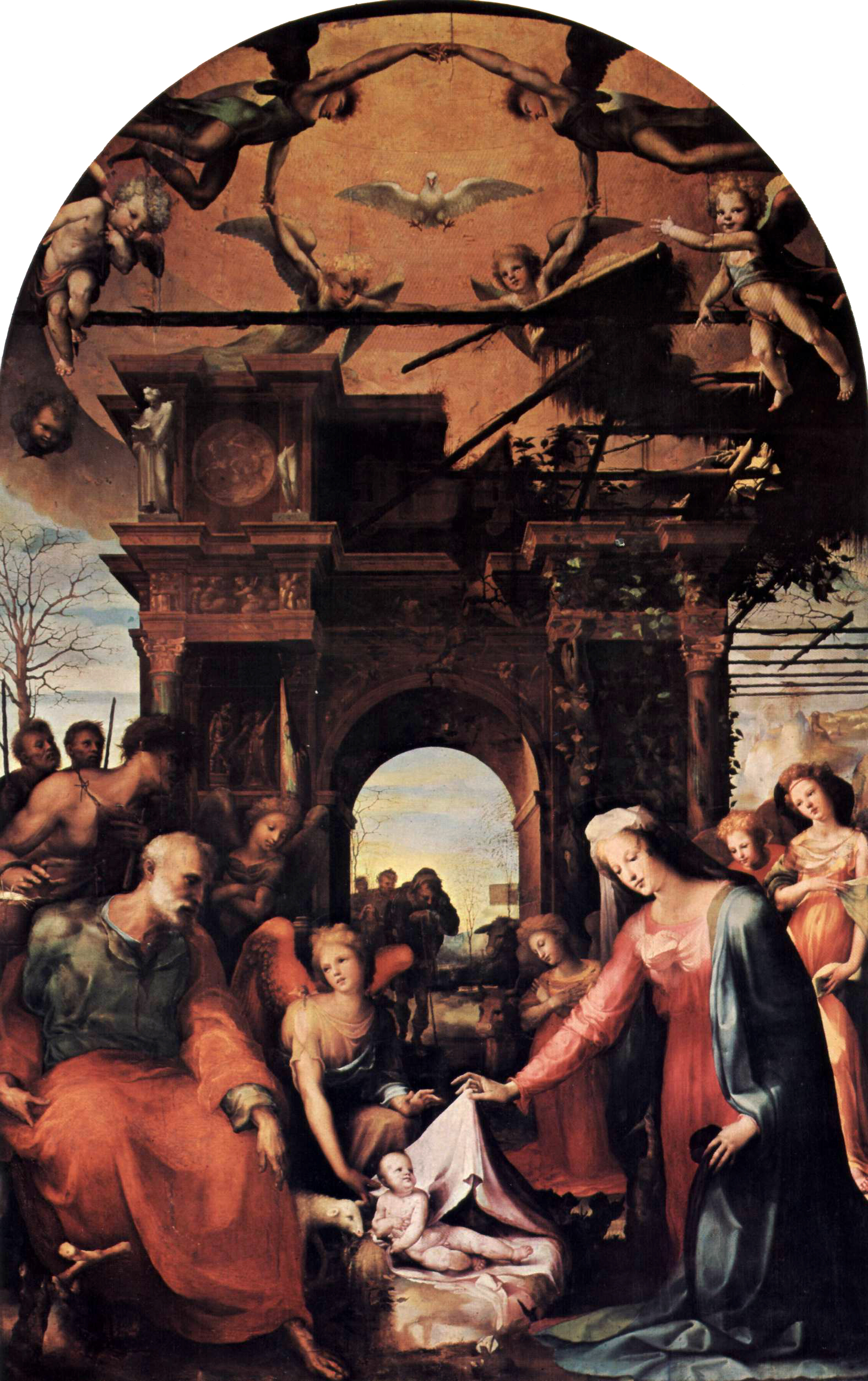
Natività di Gesù di Domenico Beccafumi
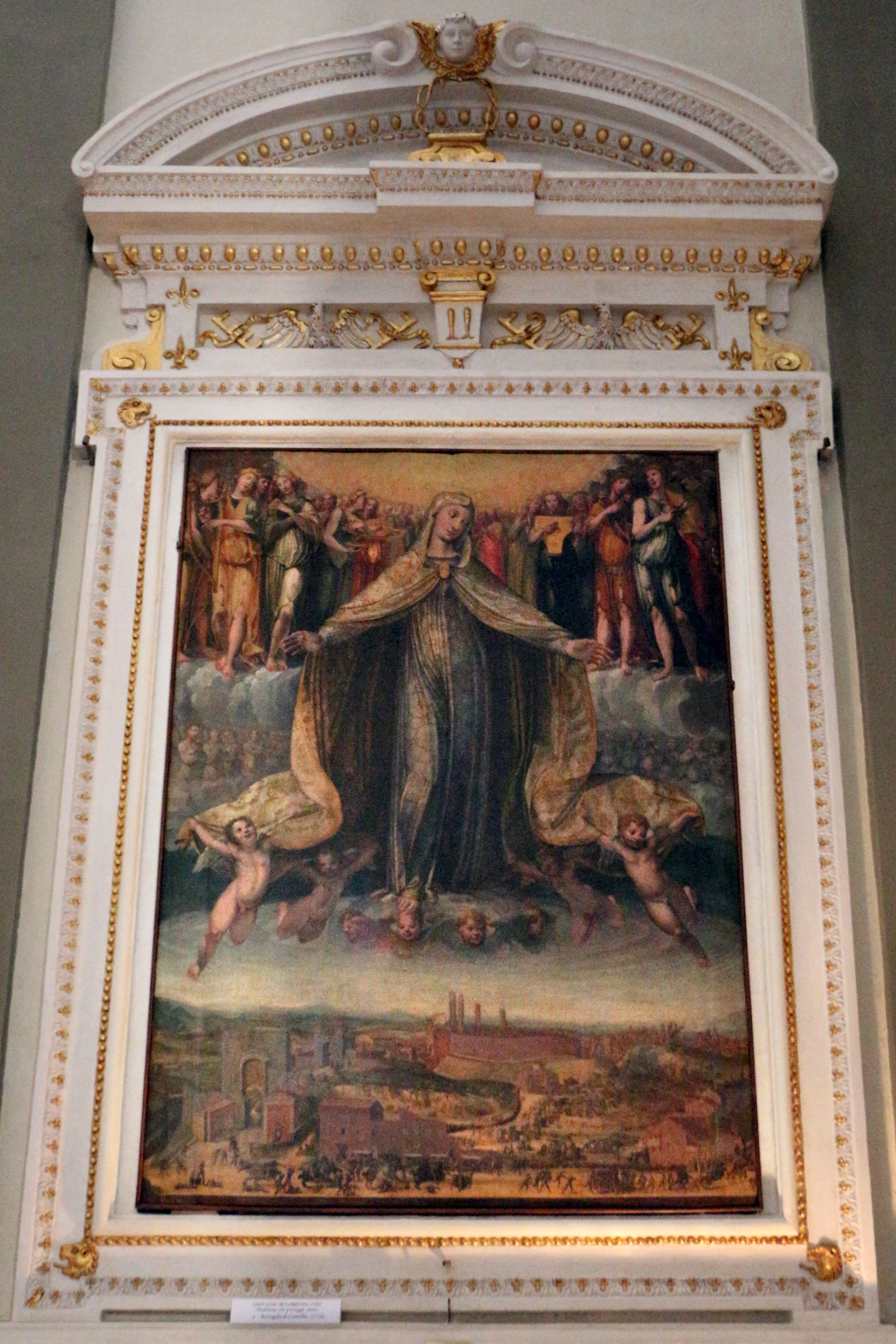
L'Immacolata protegge Siena di Giovanni di Lorenzo
Crocifissione del XV secolo
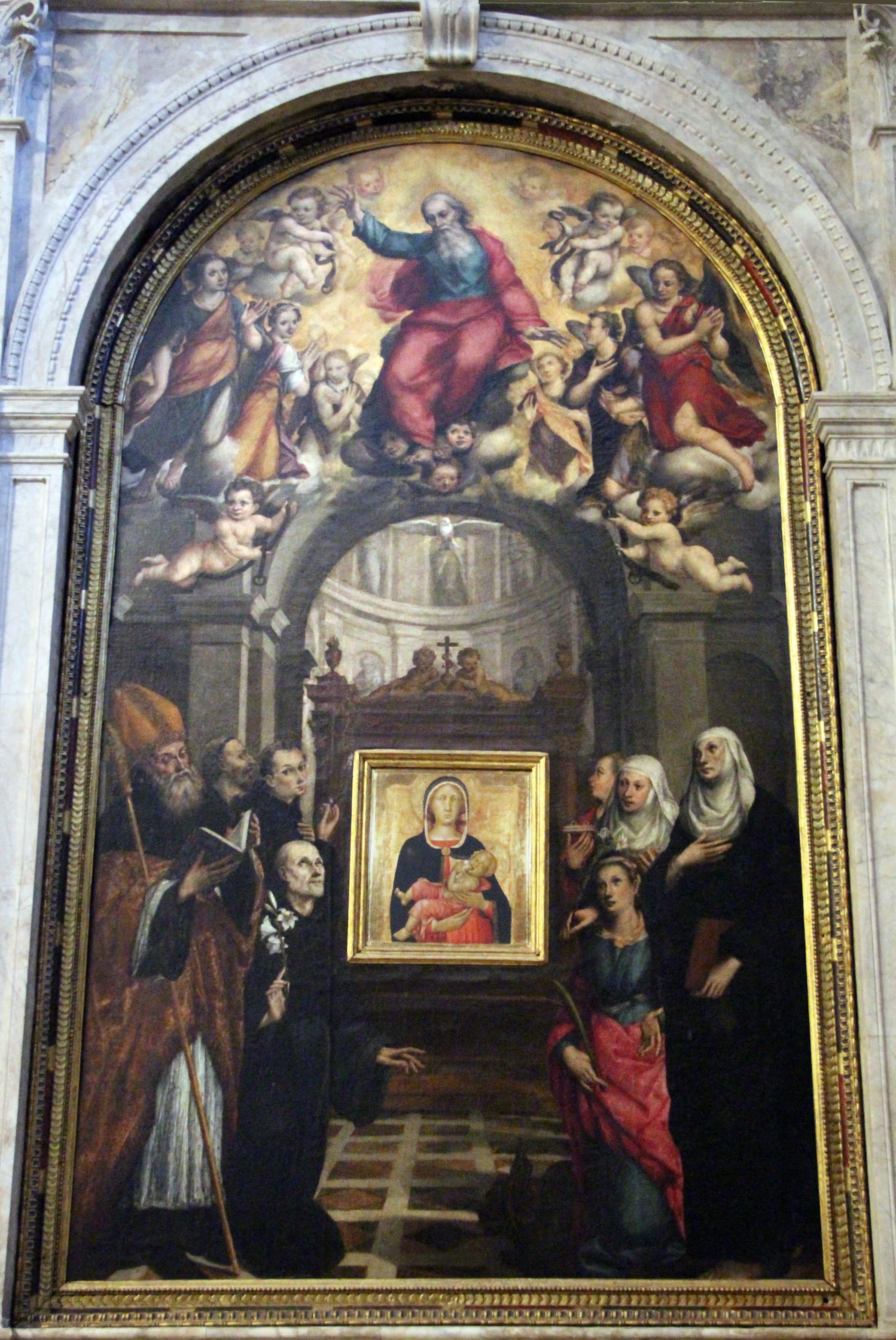
Gloria di Dio e santi e Madonna col Bambino
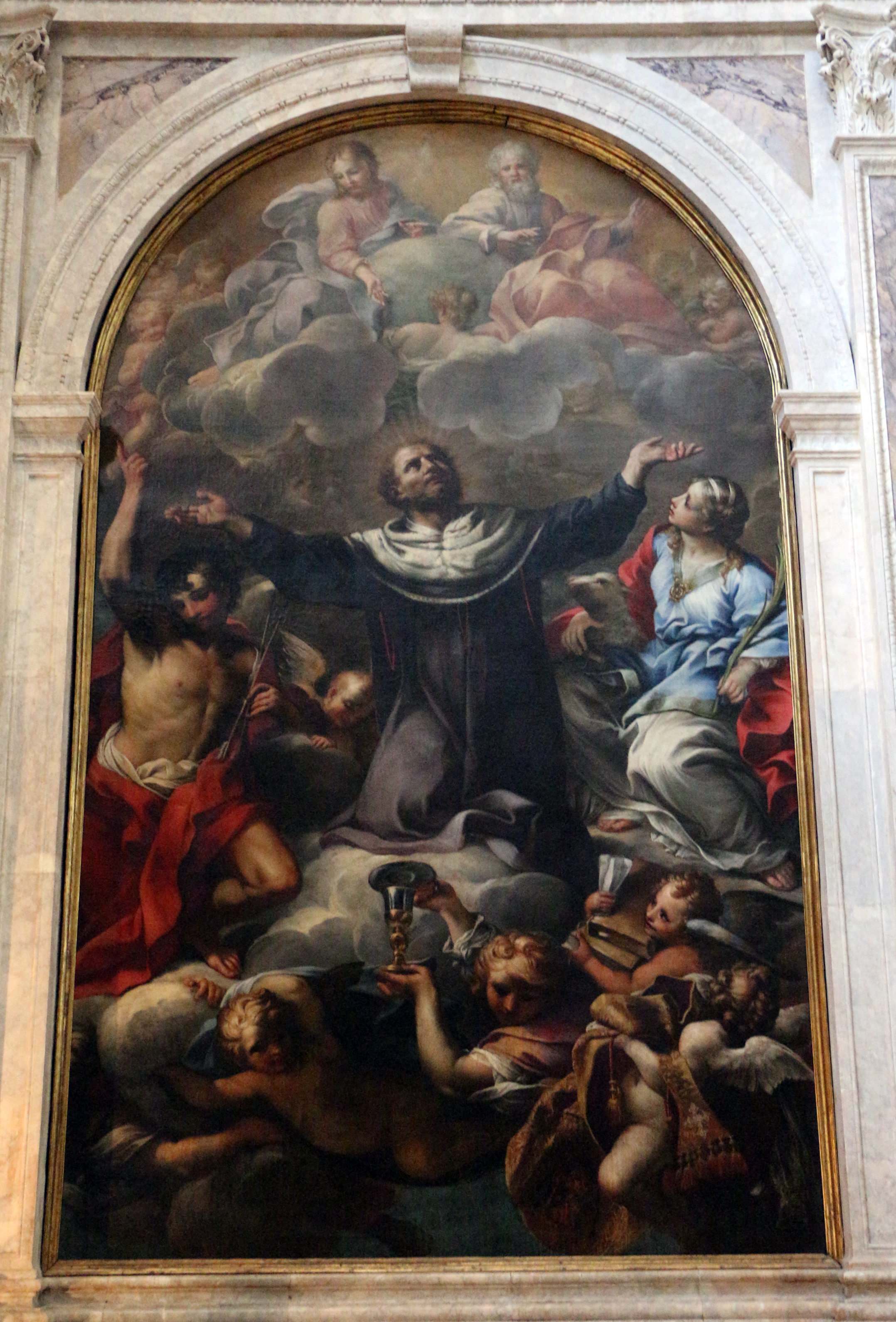
Estasi si Sant'Ivone di Raffaello Vanni
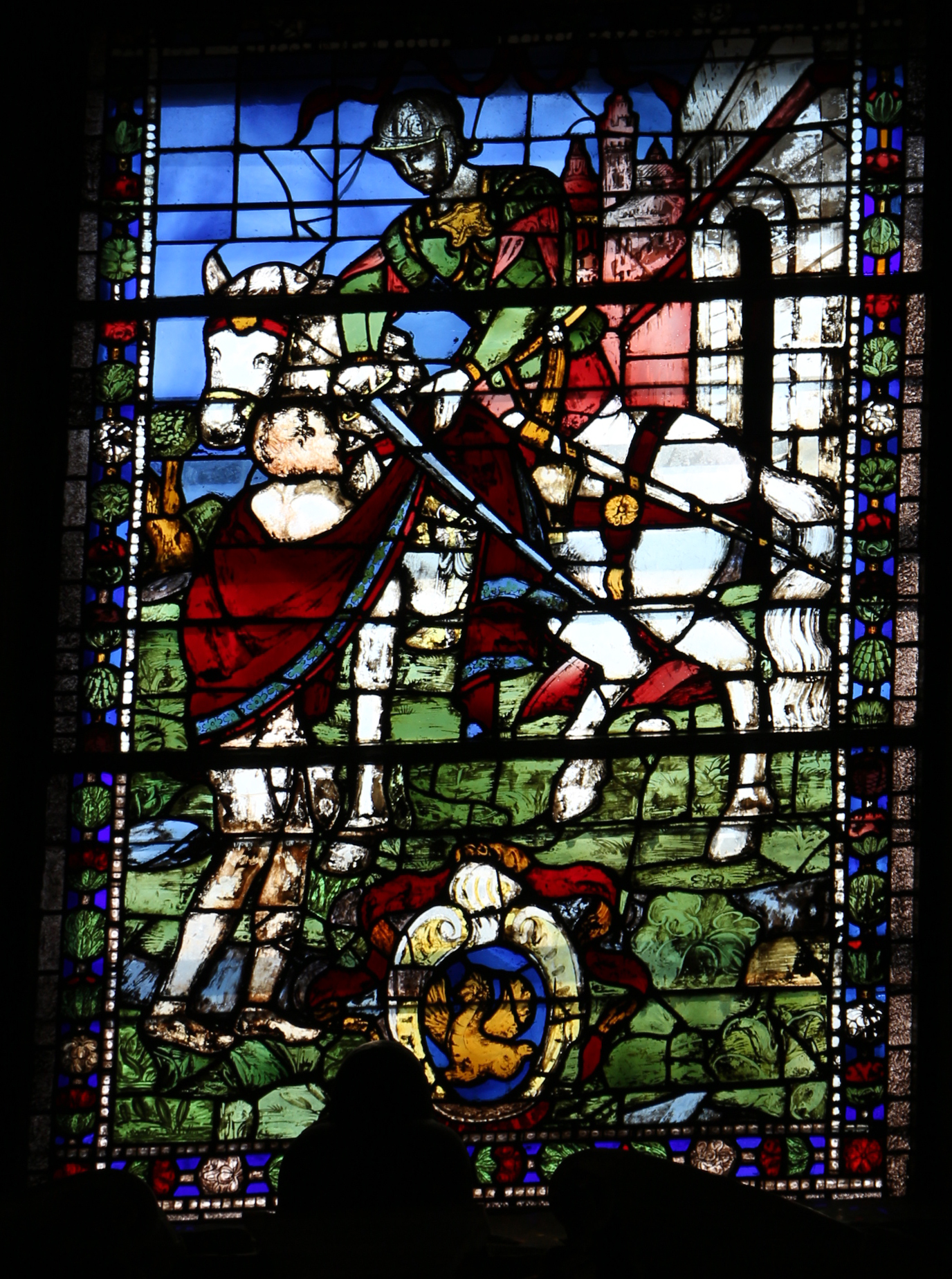
San Martino dona il mantello al povero di Pastorino de' Pastorini